# Папська Рада Cor Unum
Па́пська Ра́да Cor Unum (Єди́ним Се́рцем) (лат. Pontificium Consilium Cor Unum) — дикастерія Римської курії, що відповідає за харитативну діяльність Церкви. Заснував Папа Римський Павло VI. Розміщується в Palazzo San Callisto (Палац Святого Калікста), на Piazza San Callisto (Площа Святого Калікста), в Римі.
Завданням Ради «є бути виразником дбання Церкви про нужденних, щоб сприяти загальнолюдському братерству та виявляти Христову любов». Зокрема координації дій, пов'язаних зі спеціальними гуманітарними ініціативами Ватикану у випадку стихійних лих. Папська Рада також координує діяльність католицьких харитативних організацій, зокрема, Caritas Internationalis.
Рада має голову, секретаря, підсекретаря, 38 членів і 9 радників, усі призначаються на п'ятирічний термін, плюс постійний штат із 9 сліжбовців.
- Голова Ради — кардинал Робер Сара;
- Секретар Ради — монсеньйор Джованні П'єтро Даль Тозо;
- Підсекретар — монсеньйор Сегундо Техадо Муньос.

## Голови Папської Ради Cor Unum
- Кардинал Жан-Марі Війо (15 липня 1971 — 4 вересня 1978);
- Кардинал Бернарден Гантен (4 вересня 1978 — 8 квітня 1984);
- Кардинал Роже Ечегарай (8 квітня 1984 — 2 грудня 1995);
- Кардинал Пауль Йозеф Кордес (2 грудня 1995 — 7 жовтня 2010);
- Кардинал Робер Сара (7 жовтня 2010 —).